# 圣乔治 (热尔省)
圣乔治（法語：Saint-Georges，法語發音：[sɛ̃ ʒɔʁʒ] ⓘ）是法国热尔省的一个市镇，位于该省东部，属于欧什区。

## 地理
圣乔治（43°43'40"N, 0°56'9"E）面积15.82 平方千米，位于法国奧克西塔尼大區热尔省，该省份为法国西南部内陆省份，北起顺时针与洛特-加龙省、塔恩-加龙省、上加龙省、上比利牛斯省、大西洋比利牛斯省和朗德省接壤。
与圣乔治接壤的市镇（或旧市镇、城区）包括：科洛涅、拉布里、莫沃赞、圣安娜、圣奥朗、萨朗、锡拉克。

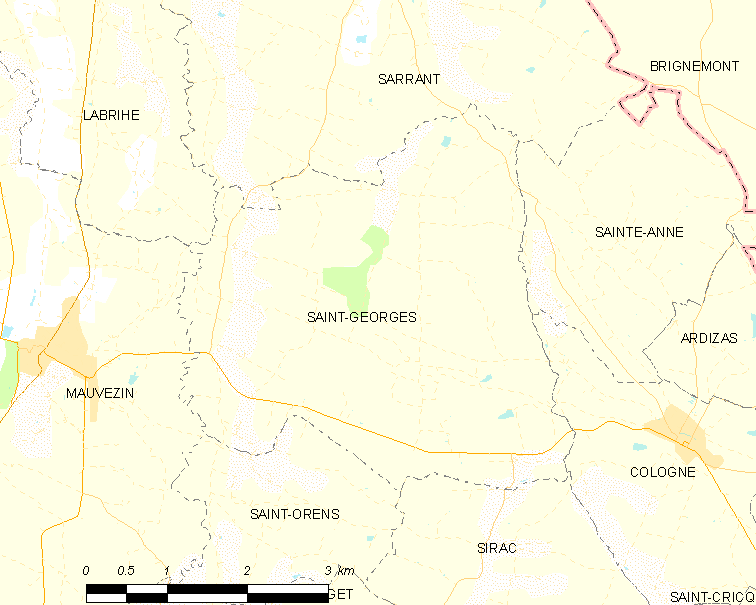
的OSM定位图

圣乔治的时区为UTC+01:00、UTC+02:00（夏令时）。

## 行政
圣乔治的邮政编码为32430，INSEE市镇编码为32377。

## 政治
圣乔治所属的省级选区为日莫讷-阿拉茨县。

## 人口

1962-2008年间人口变化图示

圣乔治于2022年1月1日时的人口数量为195人。